# Tastipi járás

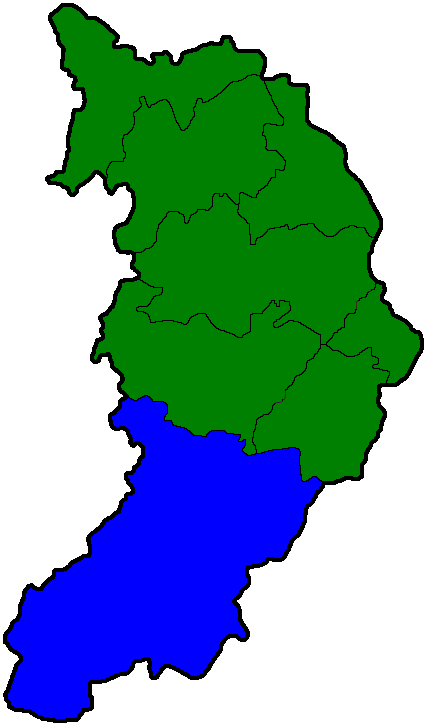
A Tastipi járás Hakaszföldön

A Tastipi járás (oroszul Таштыпский район, hakaszul Тастып аймағы) Oroszország egyik járása Hakaszföldön. Székhelye Tastip.

## Népesség
- 2002-ben 34 686 lakosa volt, melynek 73,2%-a orosz, 21,2%-a hakasz, 1,4%-a ukrán, 0,9%-a német.
- 2010-ben 16 589 lakosa volt.